# Czesław Zbierański

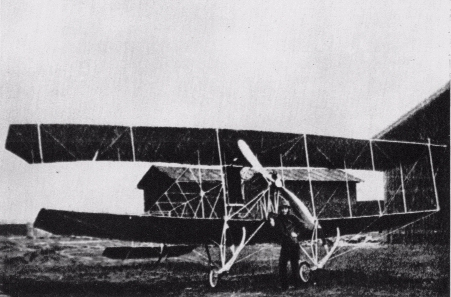
O avião de Zbierański e Cywiński

Czesław Michał Zbierański (Varsóvia, 6 de dezembro de 1885 — Nova Iorque, 31 de maio de 1982) foi um engenheiro e major das Forças Terrestres da Polônia. Foi pioneiro da aviação polonesa.
Em 1910–1911, com Stanisław Cywiński, construiu um avião com dois pares de asas, o primeiro avião polonês construído parcialmente com metal. Na década de 1920, Zbierański produziu automóveis, motocicletas e dresinas sobre trilhos. Foi também um ativista da diáspora polonesa, e fundou uma coleção de livros em língua inglesa do Instituto Aeronáutico de Varsóvia (1962). Foi laureado com a Ordem Virtuti Militari de 5ª classe.